# Jakub Lewicki
Jakub Lewicki (Białystok, 2005. szeptember 17. –) lengyel korosztályos válogatott labdarúgó, a Jagiellonia Białystok hátvédje.

## Pályafutása

### Klubcsapatokban
Lewicki a lengyelországi Białystok városában született. Az ifjúsági pályafutását a helyi Jagiellonia Białystok akadémiájánál kezdte.
2022-ben mutatkozott be a Jagiellonia Białystok első osztályban szereplő felnőtt keretében. Először a 2022. szeptember 4-ei, Zagłębie Lubin ellen 1–1-es döntetlennel zárult mérkőzésen lépett pályára. Első gólját 2022. október 23-án, a Śląsk Wrocław ellen idegenben 2–2-es döntetlennel végződő találkozón szerezte meg.

### A válogatottban
Lewicki az U17-es és az U18-as korosztályú válogatottakban is képviselte Lengyelországot.

## Statisztikák
2022. október 29. szerint
| Klub                  | Szezon   | Osztály     | Bajnokság | Bajnokság | Kupa és Ligakupa | Kupa és Ligakupa | Nemzetközi | Nemzetközi | Összesen | Összesen |
| Klub                  | Szezon   | Osztály     | Meccs     | Gól       | Meccs            | Gól              | Meccs      | Gól        | Meccs    | Gól      |
| --------------------- | -------- | ----------- | --------- | --------- | ---------------- | ---------------- | ---------- | ---------- | -------- | -------- |
| Jagiellonia Białystok | 2022–23  | Ekstraklasa | 8         | 1         | 2                | 0                | —          | —          | 10       | 1        |
| Összesen              | Összesen | Összesen    | 8         | 1         | 2                | 0                | 0          | 0          | 10       | 1        |